# Les Fondations
Pour les articles homonymes, voir fondation.
Les fondations (en espagnol : Las fundaciones) est un ouvrage autobiographique écrit par Thérèse d'Avila entre 1573 et 1582. Il décrit la fondation des différents couvents de carmélites et de carmes réformés par Thérèse d'Avila elle-même. Cet ouvrage est la suite de son tout premier livre Le Livre de la vie qui relate sa biographie de sa naissance à l'année 1562. Globalement terminé en 1576, Thérèse rédige les deniers chapitres en même temps qu'elle réalise ses fondations.
Cet ouvrage est publié pour la première fois en 1610 à Bruxelles et rapidement traduit en français (1616). Il est depuis régulièrement réédité et retraduit.

## Historique

### Le Contexte
En 1562, Thérèse d'Avila fonde son premier couvent de carmélites réformées : le couvent Saint-Joseph à Avila. Sur la demande de son confesseur, elle écrit, de 1562 à 1565, le récit de la première partie de sa vie (le Livre de la vie). Dans les années suivantes, Thérèse fonde plusieurs couvents à Medina del Campo, Malagón, Valladolid, Duruelo, Tolède, Pastrana, ...). Pour former ses carmélites à l'oraison et à la vie spirituelle, elle rédige le Chemin de perfection (de 1566 à 1567).
Pour effectuer les fondations de ses couvents (de carmélites puis de carmes déchaussés), Thérèse se lance sur les routes d'Espagne. C'est plus de 8 000 km qu'elle va parcourir, dans de lourds chars fermés et bâchés par des toiles tendues et accompagnée de 3 ou 4 religieuses. Thérèse affronte les nombreux périls du chemin (précipices, bacs et rivière), ainsi que les intempéries (neige, pluie et boue), elle frôle plusieurs fois la mort. Sa caravane est accompagnée par un ou deux ecclésiastiques, plus des gens de services qui cheminent à pied pour guider les véhicules. Par une clochette, Thérèse sonne les heures des offices et les temps d'oraison, faisant ainsi arrêter la troupe en pleine campagne. Le soir, le convoi s'arrête dans une auberge, et à l'aide de draps tendus, la « clôture monastique » est reconstituée à l'intérieur même du bâtiment.
Alors que les fondations de couvent se poursuivent, une demande voit le jour de conserver la trace de l'histoire de ces fondations. C'est ce récit que Thérèse va rédiger dans ce nouvel ouvrage.

### La rédaction de l’œuvre

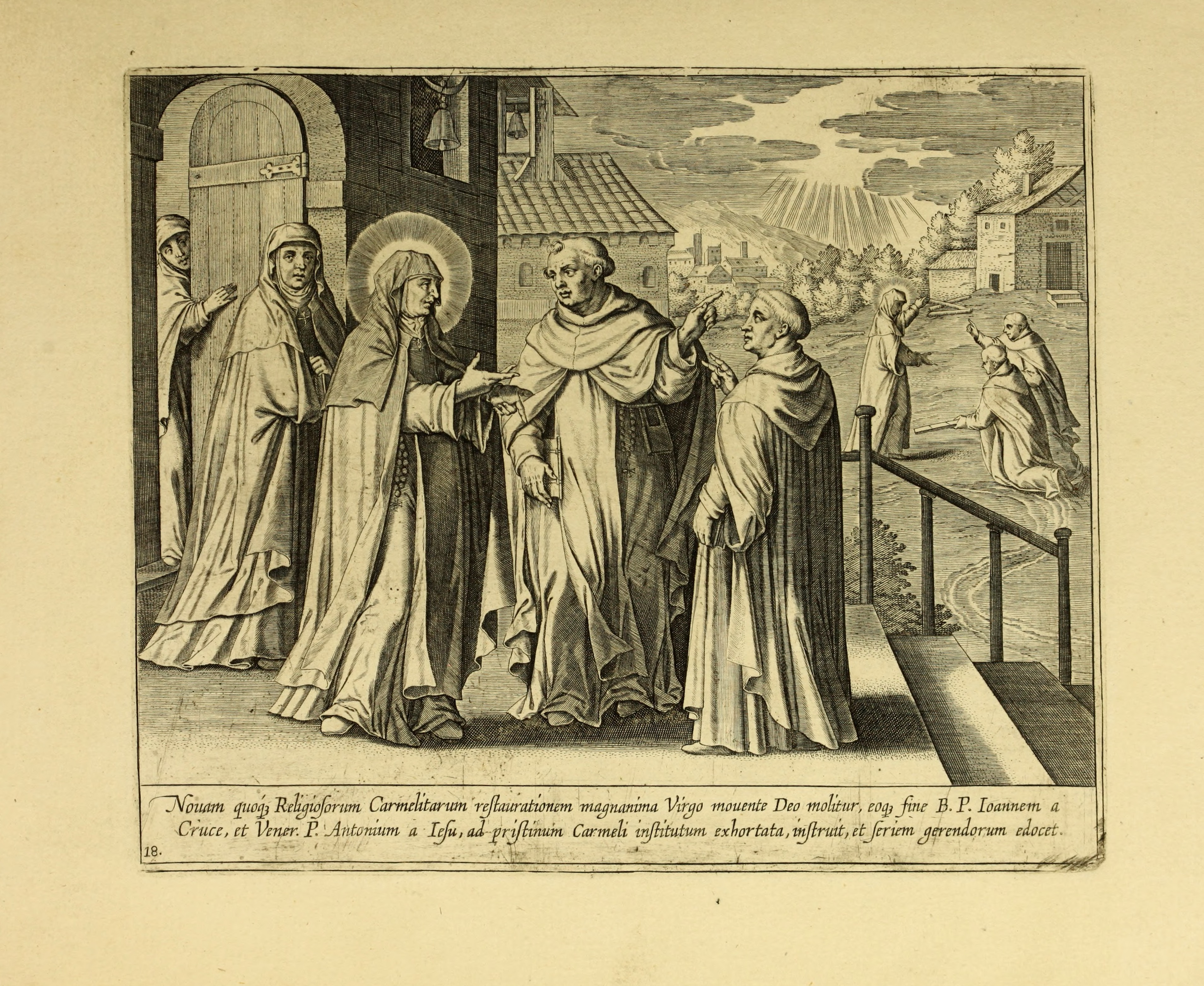
Gravure de Thérèse réalisant une fondation. Adriaen Collaert (1630). Tiré de l'œuvre Vita S. Virginis Teresiæ a Iesv

D'après Thérèse d'Avila elle-même, ce serait le Christ qui lui aurait demandé « d’écrire la fondation de ces maisons » en 1568, mais elle ne s'exécute pas. Thérèse ne débute la rédaction de l’œuvre qu'après en avoir reçu l'ordre de son confesseur, le père Ripalda. Elle débute la rédaction le 25 août 1573. Thérèse poursuit, dans cet ouvrage, le récit autobiographique qu'elle a rédigé dans le Livre de la vie, ce premier récit s'étant terminé par l'année 1565. En 1574, Thérèse est en pleine rédaction de l’œuvre, quand la persécution des carmes mitigés se fait de plus en plus violente. Deux ans plus tard, la situation devient critique : Thérèse est consignée au couvent de Tolède, Jean de la Croix est arrêté (le 3 décembre 1577) et séquestré dans un cachot. Néanmoins, en 1576, le père Jérôme Gratien ordonne à Thérèse de poursuivre la rédaction de son livre. En 1580 la situation se débloque et Thérèse peut reprendre la fondation de nouveaux couvents.
Du 25 août 1573 au mois de février 1574, Thérèse rédige les 9 premiers chapitres. Les chapitres 10 à 12 sont rédigés lors de son séjour à Valladolid (ou lors de son retour à Saint-Joseph d’Avila, il y a une incertitude sur la date exacte). Le chapitre 14 est écrit à partir de 1575 (ce chapitre traite de la fondation du couvent des déchaussés de Almodóvar). La rédaction des chapitres 14 à 20 est difficile à dater. Les chapitres 21 à 27 sont écrits lorsqu'elle est consignée au couvent de Tolède (1576-1577). Le 14 novembre 1576 Thérèse termine (avec le chapitre 27) la première rédaction de son livre,.
En 1580 Thérèse rédige le chapitre 28 de la fondation à Villanueva de la Jara en même temps qu'elle effectue cette fondation. De même, en 1581 elle rédige les chapitres 29 et 30 des fondations de Palencia et Soria. Le dernier chapitre (le chapitre 31), est écrit au printemps 1582 à Burgos. Il concerne cette dernière fondation,. Thérèse décède quelques mois plus tard.

### Le manuscrit original
Le manuscrit de cette œuvre est un volume de 132 feuilles, de format 303x210 mm, sur papier. L'écriture a été réalisée par Thérèse elle-même. Cette écriture présente une « certaine discontinuité dans la fermeté du trait et de la rédaction même, surtout vers la fin » du texte. Les dernières pages de l’œuvre ont été réalisées sur des cahiers à part, de la même taille et sur le même type de papier que les précédents. Les titres des chapitres ont été donnés pour l'essentiel par Thérèse, ainsi que les résumés.
En 1582, lorsque Thérèse quitte Burgos, elle remet ses écrits (dont les fondations) au docteur Manso et lui permet de faire une copie. Après la mort de Luis de Leon en 1594, le manuscrit est remis à Philippe II qui le fait porter dans son appartement pour le lire. Le manuscrit est ensuite déposé dans la bibliothèque royale de l'Escurial. À ce jour, le manuscrit est toujours conservé dans cette bibliothèque.
Le manuscrit est en parfait état de conservation : certains chapitres portent encore la trace de nombreuses lectures (les marges portent les taches des doigts des lecteurs). Certaines lettres et certains mots notés en marge par le P. Gratien ont néanmoins disparu avec le temps.

### Les éditions de l’œuvre
La première publication officielle de l’œuvre n'a pas été faite par Luis de León en 1588 lors de l'édition de princeps. En effet, de nombreuses personnes citées dans l'ouvrage étaient encore vivantes lors de cette première publication des œuvres complètes, du coup, la publication de cette œuvre est reportée de quelques années. Le père Jérôme Gratien et la mère Anne de Jésus, réalisent à Bruxelles une édition de l'ouvrage en 1610. Cependant, dans cette première édition, le père Gratien fait de nombreuses retouches qui « défigurent » l’œuvre thérésienne. Une seconde édition est réalisée à Saragosse en 1623. Après cette date, les éditions des Œuvres complètes de Thérèse d'Avila intègreront systématiquement cet ouvrage. La première traduction française est réalisée par le père Deny de la Mère de Dieu en 1616. En 1630, Élisée de Saint Bernard, effectue une nouvelle traduction. D'autres traductions (et publications) sonT faites en France en 1644 et 1670.
À la fin du XIXe siècle, Marcel Bouix, jésuite, consulte les manuscrits originaux et retraduit l'ensemble des œuvres. En 1880, une édition photolithographique (des textes originaux) est publiée avec sa traduction.
Aujourd'hui, il existe trois traductions françaises principales des œuvres thérésiennes :
- la traduction du père Grégoire de Saint Joseph (aux éditions du Seuil[13])
- la traduction de Marcelle Auclair (Éditions Desclée de Brouwer[14])
- la traduction des Carmélites de Clamart[N 5] (éditions du Cerf[15])

De nouvelles traductions dans différentes langues sont toujours à l’œuvre.

### Présentation de l’œuvre

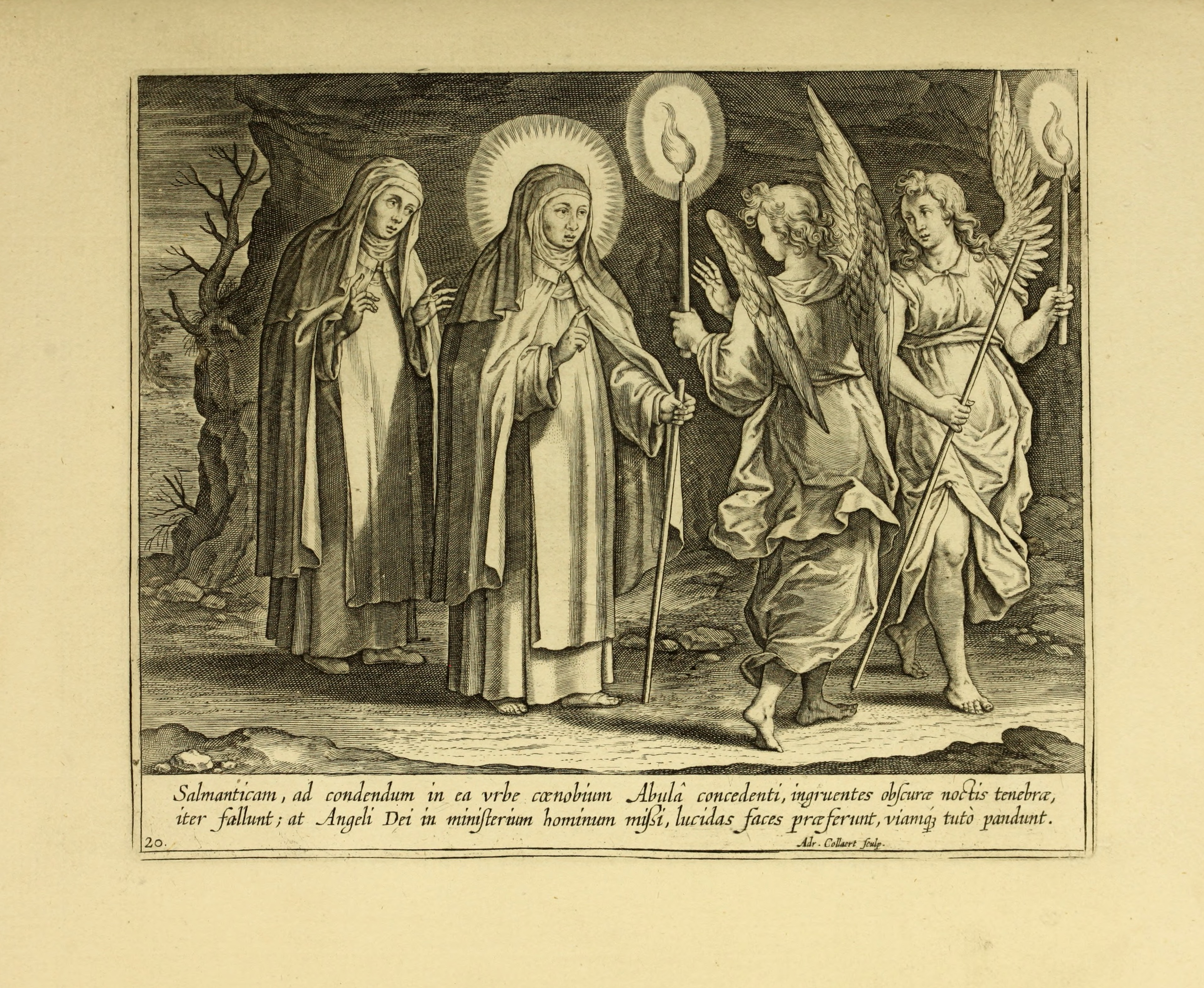
Gravure de Thérèse se déplaçant pour ses fondations, guidée par des anges. Adriaen Collaert (1630). Tiré de l'œuvre Vita S. Virginis Teresiæ a Iesv

Classer l'ouvrage dans un « genre littéraire » est, d'après un spécialiste des œuvres thérésiennes, une mission presque impossible car cette œuvre mêle de nombreux styles : 
- par sa finalité historique, c’est une chronique
- par sa perception psychologique, c'est une relation
- par sa fonction pédagogique, le livre s’assimile à une la prose didactique.

Ce livre s'inscrit comme la suite du premier ouvrage biographique de Thérèse d'Avila : le Livre de la vie. 
Thérèse y inscrit les événements qui poursuivent son entreprise commencée dans sa première biographie avec le récit de sa première fondation (le carmel Saint-Joseph à Ávila). Ce récit permet donc de mieux connaitre l'histoire de cet ordre naissant. Mais si Thérèse se présente comme une chroniqueuse de sa réforme, la religieuse estime que ces fondations sont des « grâces que Dieu lui a accordées ». Pour les responsables du Carmel, si Thérèse, dans son premier ouvrage, relate la « miséricorde de Dieu » dans son histoire personnelle, dans ce livre Thérèse indique que les fondations et réalisations (qui surviennent dans son ordre religieux), sont la conséquence de « cette même miséricorde de Dieu ». Ainsi Thérèse n'hésite pas à déclarer : « Si vous y réfléchissez, vous verrez que la plupart de ces maisons n’ont pas été fondées par des hommes, mais par la puissante main de Dieu ; Sa Majesté aime parfaire ses œuvres, si nous n’y faisons pas obstacle ».
Dans son écrit, Thérèse raconte les difficultés et les conflits qu’elle affronte lors de ses différentes fondations, ces difficultés stimulent son esprit combatif et « chevaleresque ». Pour Martine Petrini-Poli, ces difficultés, ces combats relatés par Thérèse se rapprochent d'un combat de « chevalerie médiévale » symbolisant « le combat spirituel qui se joue dans le monde et dans chaque âme humaine entre Dieu et l’Esprit du Mal ». Les anecdotes sur les conditions de voyage de la madré rapprochant (pour M. Petrini-Poli) son livre des Fondations du roman picaresque, né au XVIe siècle.
Au milieu de son récit historique, Thérèse glisse des conseils spirituels : elle décrit les ruses du démon, la « mélancolie », « les vaines frayeurs des âmes favorisées de dons surnaturels ». Dans le chapitre 5, elle fait l'éloge de la vertu d'obéissance. Dans le chapitre 18 elle donne des conseils de prudence aux prieures.
Pour le père Cannistra, à « travers ce récit, Thérèse nous enseigne tout particulièrement qu’il est possible de vivre la contemplation dans l’action ». Si Thérèse insiste de nombreuses fois sur la vertu de l'obéissance, le père Cannistra montre avec l'exemple de Thérèse, que l’obéissance est source de créativité, et que « loin de limiter notre liberté et de réduire nos possibilités d’action, [l'obéissance] nous ouvre au contraire des perspectives nouvelles ».

## Influence de l’œuvre

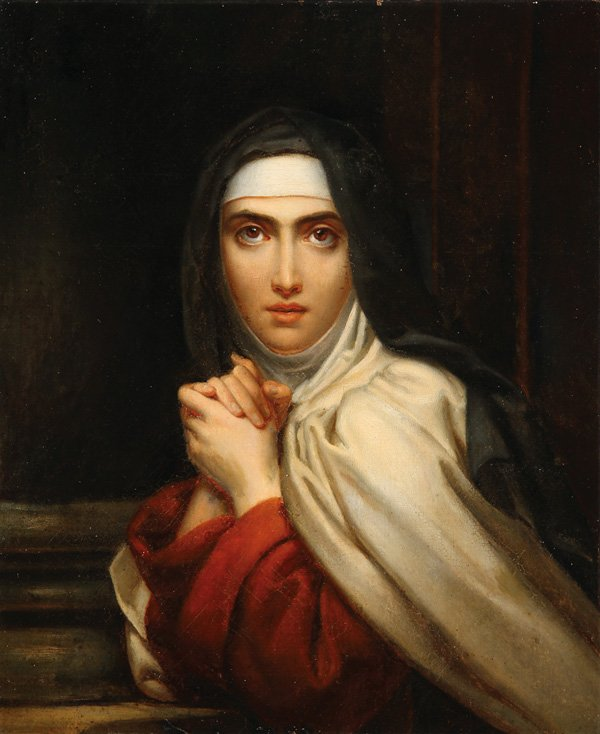
Thérèse d'Ávila, par François Gérard, 1827. Infirmerie Marie-Thérèse, Paris.

Thérèse était consciente de la valeur de cet ouvrage, elle a d'ailleurs déclaré à son sujet : « un jour viendra où il sera fort goûté ». Le roi Philippe II fait porter dans son appartement le manuscrit thérésien pour le lire. En son absence, son intendant Francisco de Mora le lit en cachette. Plusieurs copies manuelles sont réalisées. En 1586, un ecclésiastique, ambassadeur auprès du roi d'Espagne est tellement impressionné (à la lecture de l’œuvre) qu'il démissionne de sa charge et entre chez les chartreux.
À l'occasion du cinq-centenaire de la naissance de Thérèse d'Avila (en 2015), l'Ordre des Carmes déchaux a entrepris de relire toute l’œuvre de Thérèse d'Avila. Le livre des fondations a fait partie d'une relecture particulière durant la période 2011-2012. Un guide de lecture a été mis à disposition par l'Ordre pour ses membres. Cette relecture a également été suivie par des chrétiens de différents diocèses.
En 2012, l'ensemble de l’œuvre littéraire thérésienne (dont le Les Fondations) entre dans la collection de la Pléiade, reconnaissant ainsi sa qualité littéraire.
Publié seul ou avec ses autres œuvres, l'ouvrage est régulièrement réédité depuis quatre siècles et il est disponible chez de nombreux éditeurs.

### Articles liés
- Thérèse d'Avila
- Livre de la vie
- Ordre des Carmes déchaux

#### Introductions à l’œuvre
- Tomas Alvarez (trad. de l'espagnol), Introduction aux œuvres de Thérèse d'Avila : Les Fondations, t. 3, Paris, Cerf, coll. « Initiations », novembre 2011, 134 p. (ISBN 978-2-204-09645-4).